# Mikeln
Mikeln je priimek več znanih Slovencev:
- Aleš Mikeln, zavarovalničar, predsednik uprave Vzajemne
- Helena Skebe Mikeln (1924—2005), igralka
- Miloš Mikeln (1930—2014), pisatelj, dramatik, kritik, dramaturg, publicist
- Mirko (Friderik, Fric) Mikeln (1896—1980?), upravnik Mohorjeve družbe
- Peter Mikeln (*1933), fizik, ergolog
- Tone (Anton) Mikeln (*1943), umetnostni zgodovinar, konservator (ravn. ZVKD Piran)